# Phare de Lemmer
Le phare de Lemmer (en néerlandais : Vuurtoren van Lemmer) est un phare actif situé à Lemmer sur la commune de De Fryske Marren, province de Frise aux Pays-Bas. C'est une réplique de l'ancien phare.

## Histoire
Le phare original a été construit en 1910 et démoli en 1968.
En 1994 , une réplique du phare a été construite par le réalisateur Pieter Verhoeff pour la série télévisée De Vuurtoren (1994). Elle est située au port de Lemmer sur le côté est de l'IJsselmeer et juste au nord du polder de Noordoostpolder.

## Description
Ce phare est une tour métallique de forme pyramidale à claire-voie, avec une galerie et une lanterne de 19. m de haut. La tour est peinte en or et la lanterne est noire. Il n'émet aucune lumière.
Identifiant : ARLHS : NET-014 .
|          |
| Le phare |